# Halwell
Halwell är en by i civil parish Halwell and Moreleigh, i distriktet South Hams, i grevskapet Devon i England. Byn är belägen 8 km från Totnes. Civil parish hade 219 invånare år 1961. Byn nämndes i Domedagsboken (Domesday Book) år 1086, och kallades då Hagewile/Hagowila.